# Francesco Failli
Francesco Failli (Montevarchi, 16 dicembre 1983) è un mountain biker ed ex ciclista su strada italiano. Professionista su strada dal 2004 al 2014, dal 2015 è attivo nel mountain biking.

## Carriera

### Gli esordi e il debutto nel professionismo
Figlio d'arte, comincia a correre nelle categorie giovanili, correndo tra i giovanissimi e gli esordienti. Nel 1999 con la divisa del G.S. Montemarciano coglie tredici successi e diversi piazzamenti importanti, mettendosi in evidenza a livello nazionale. L'anno successivo debutta tra gli Juniores: in due anni colleziona dieci vittorie e guadagna la maglia azzurra per la prova di categoria ai Mondiali 2001 a Lisbona. Nel 2002 esordisce negli Under-23 con il Casprini Cycling Team, e l'anno dopo è tra le file della Grassi-Colnago; ottiene due successi nella stagione 2002 e due nel 2003, mostrando doti di passista-scalatore, forte soprattutto in progressione, e risultando così uno dei migliori prospetti della categoria.
Passato professionista nel 2004, dopo soli due anni da Dilettante, con la Domina Vacanze di Vincenzo Santoni, rimane anche nel 2005 tra le file del team, rinominato Naturino-Sapore di Mare. Nel 2004 corre la classica Liegi-Bastogne-Liegi. Il 6 agosto 2005 durante il Giro del Lazio prova un'azione a quattro chilometri dal traguardo ma cade e viene ripreso. Tre giorni dopo è al via del Gran Premio Fred Mengoni, svoltosi nella città di Castelfidardo, al termine del quale viene battuto in volata da Luca Mazzanti.

### 2006-2014: Liquigas, Acqua & Sapone e Farnese-Vini
Nel 2006 passa alla formazione ProTour Liquigas, rimanendovi sino al 2007 ma vincendo solo una cronometro a squadre, nello stesso 2007 alla Settimana Ciclistica Lombarda. Nel settembre 2006 corre la Vuelta a España, partecipando così al suo primo grande giro: conclude la prova in centoventitresima posizione.
Nel 2008 si trasferisce all'Acqua & Sapone, squadra nella quale rimane fino al 2010. Con la maglia del team, diretto da Palmiro Masciarelli, partecipa a due edizioni del Giro d'Italia (2009 e 2010), a due edizioni del Giro di Lombardia, arrivando decimo nel 2008, e a una edizione della Milano-Sanremo, nel 2010, concludendo la corsa al ventiquattresimo posto. Il biennio 2008-2009 lo vede conquistare diversi piazzamenti e la prima vittoria da professionista, nell'ultima tappa della Settimana Ciclistica Lombarda 2008.
L'8 settembre 2010 viene messo sotto contratto dalla Farnese Vini-Neri Sottoli per la stagione 2011. Nel 2011, in maglia Farnese Vini, partecipa al suo terzo Giro d'Italia: nella frazione da Piombino a Orvieto, quinta tappa di quella "Corsa rosa", cade e rimedia trenta punti di sutura al ginocchio sinistro e venti al ginocchio destro e agli arti superiori; chiude anzitempo la stagione. Rientrato alle corse, nel 2012 corre ancora il Giro d'Italia e si piazza quinto alla Coppa Sabatini. Conclude l'attività su strada a fine 2014.

### Dal 2015: la mountain bike
Dal 2015 è attivo nel mountain biking con la Cicli Taddei-Specialized, specializzandosi nelle prove di marathon e granfondo e ottenendo successi in gare nazionali. Nel 2017 partecipa a diverse prove della UCI MTB Marathon Series ed è Nazionale italiano ai Mondiali di marathon a Singen.  Nel 2018 è diciannovesimo ai tricolori di specialità, e nuovamente in Nazionale per i Mondiali di marathon ad Auronzo di Cadore e gli Europei a Spilimbergo; l'anno dopo è quinto ai tricolori e azzurro agli Europei di marathon a Kvam. Nel 2022 è nuovamente in Nazionale per gli Europei di specialità a Jablonné v Podještědí.

## Palmarès

### Strada
- 2001 (Juniores)

Gran Premio dell'Arno
- 2003 (Under-23)

Coppa del Grano
- 2008 (Acqua & Sapone, una vittoria)

6ª tappa Settimana Ciclistica Lombarda (Bergamo > Bergamo)

#### Altri successi
- 2007 (Liquigas)

Prologo Settimana Ciclistica Lombarda (Bergamo, cronosquadre)

## Piazzamenti

### Grandi Giri
- Giro d'Italia

2009: 91º
2010: 65º
2011: ritirato (5ª tappa)
2012: 58º
- Vuelta a España

2006: 123º

### Classiche monumento
- Milano-Sanremo

2010: 85º
2011: 24º
2012: 49º
2014: ritirato
- Giro delle Fiandre

2012: 43º
2013: ritirato
- Parigi-Roubaix

2004: ritirato
2006: ritirato
- Liegi-Bastogne-Liegi

2004: 132º
2007: ritirato
2010: 38º
- Giro di Lombardia

2008: 10º
2009: 62º
2012: ritirato
2014: 61º

### Competizioni mondiali
- Campionati del mondo su strada

Lisbona 2001 - In linea Juniores: 53º
- Campionati del mondo di mountain bike marathon[8]

Singen 2017: ritirato
Auronzo di Cadore 2018: 33º

### Competizioni europee
- Campionati europei di mountain bike marathon[8]

Spilimbergo 2018: 22º
Kvam 2019: 17º
Jablonné v Podještědí 2022: ritirato